# A hegeli jogfilozófia kritikájához
A hegeli jogfilozófia kritikájához (eredetileg németül Zur Kritik der Hegelschen Rechtsphilosophie) című, A hegeli államjog kritikája (261–313. §) (Kritik des Hegelschen Staatsrechts [§§ 261–313.]) alcímű írásmű Karl Marx befejezetlen, kéziratban maradt munkája 1843-ból. Először 1927-ben jelent meg a Marx–Engels Gesamtausgabe I. rész, I. kötet I. félkötetében Frankfurtban, német nyelven. Marx Hegel filozófiájának kritikáját egy nagyszabású munkában tervezte megvalósítani, ennek képezte volna részét ez a torzóban maradt írásmű, mely valójában csupán a hegeli államjog kritikája formájában realizálódott. Ennek okairól a Gazdasági-filozófiai kéziratok előszavában a következőket írta:
„A »Deutsch-Französische Jahrbücher«-ben meghirdettem a jog- és államtudomány kritikáját a hegeli filozófia kritikájának formájában. A sajtó alá rendezés során megmutatkozott, hogy a csak a spekuláció ellen irányuló kritikának maguknak a különböző anyagoknak a kritikájával való összeelegyítése mindenképpen hozzá nem mért, gátolja a kifejtést, megnehezíti a megértést. Azonfelül a feldolgozandó tárgyak gazdagsága és különfélesége csak egészen aforisztikus módon engedte volna meg az összesűrítést egy írásba, míg másfelől az ilyen aforisztikus ábrázolás egy önkényes rendszerezés látszatát hozta volna létre. Ennélfogva különböző önálló brosúrákban fogom a jog, a morál, a politika stb. kritikáját sorra venni és befejezésül egy külön munkában megkísérlem megadni megint az egésznek az összefüggését, az egyes részek viszonyát, valamint végül ezen anyag spekulatív feldolgozásának kritikáját.”
1843 végén–1844 elején, párizsi emigrációja első hónapjaiban, ezen munkájához írt egy bevezetést, mely sűrített formában összegezte addig elért elméleti eredményeit. Ez 1844 elején megjelent a Deutsch–Französische Jahrbücher-ben, s az idők során az egyik leggyakrabban idézett Marx-művé vált.

## Marx kritikája
1833-ban jelent meg A jogfilozófia alapvonalai vagy a természetjog és államtudomány vázlata című, először 1820-ban kiadott Hegel munka, művei első összkiadásának VIII. kötetként, ortodox tanítványa, Eduard Gans szerkesztésében. Részben ez is újabb lökést adhatott Marxnak, hogy ismételten aktualitást nyert Hegel filozófiájának, mindenekelőtt államjogi nézeteinek rendszeres kritikája. Marx három nagyobb hullámban bírálta Hegel filozófiáját: először doktori disszertációjában, másodszor ebben a művében, harmadszor a Gazdasági-filozófiai kéziratokban és a Szent családban.
Marx miközben Feuerbach Hegel kritikáját folytatta, nem maradt meg a természetfilozófia körében, de nemcsak kiterjesztette azt a társadalomfilozófiára is, hanem fő kiindulási pontjává tette. A dialektikát azonban nem vetette el, hanem a hegeli idealizmus megfordításával, „talpára állításával” materialistává tette, s ezzel forradalmi ugrást hajtott végre a filozófia területén. Marxban csak később tudatosult, hogy mekkora fordulatot hajtott végre a bölcseletben, egy darabig csak Feuerbach filozófiája folytatójának tekintette magát.
„Marx kritikájának közvetlen tárgyául Hegel jogfilozófiájának »A belső államjog« című alfejezetét választotta, a harmadik rész (»Az erkölcsiség«) harmadik szakaszának (»Az állam«) első alfejezetét. Hegel ebben tárgyalta a Marxot leginkább érdeklő kérdéseket: az állam és a polgári társadalom viszonyát, a fejedelmi, a kormányzati és a törvényhozó hatalmat.” Marx a bírálat konkrét, szövegszerű, paragrafusról paragrafusra haladó módszerét követte, s kettős kritikát gyakorolt, míg a konkrétum síkján Hegel társadalomelméletének szociális tartalmát, az általános síkján az elméleti alapot jelentő logikai, panteista miszticizmusát bírálta. Támaszkodott a Feuerbach által, vallásfilozófiájában kidolgozott spekulációellenes módszerre, mely az állítmányt (logikai predikátum –  jele: P) alannyá (logikai szubjektum –  jele: S) tette, azonban nem elégedett meg a megfordítási módszer mechanikus használatával. „Feuerbach beérte a hegeli idealizmusnak a vallási tudatra való visszavezetésével, Marx viszont annak kérdését vetette fel, miben áll a filozófiai tudat, s mindenekelőtt a hegeli filozófia anyagi alapja. »Hegelt nem azért kell hibáztatni, mert a modern állam lényegét úgy ábrázolja, ahogy van, hanem azért, mert azt ami van, az állam lényegének tünteti fel.«”
Hegel az abszolút eszme fogalmából deduktív úton vezette le a fennálló porosz állam szükségszerűségét. Marx leleplezte ezeket az apologetikus tendenciákat, mellyel természeti szükségszerűséget igyekezett adni a porosz jogrendnek, a nemességnek, a bürokráciának. Hegel ebben a kései munkájában, életművén belüli összehasonlításban fiatalkori írásaival, legkonzervatívabb politikai filozófiai nézeteit képviselte, melyre Marx szinte megvetéssel tekintett: „Amit Hegel a »kormányzati hatalomról« mond, nem érdemli meg, hogy filozófiai kifejtésnek nevezzék.  A legtöbb paragrafus szó szerint benne lehetne a porosz Landrechtben[…]”.
Marx számára a gyakorlat már régóta politikai gyakorlatot jelentett, s a gyakorlat filozófiájának kidolgozása politikai filozófiához vezetett. Így különös érzékenysége volt, hogy feltárja Hegel gondolati kompromisszumát „[…] azokkal a reakciós társadalmi erőkkel, amelyek a középkori (Marx szavaival: az állati) társadalmi berendezkedést védelmezik.” Marx a következőképpen summázta Hegel haladásellenességét: „Hegel akarja a középkori rendi rendszert, de a törvényhozó hatalom modern értelmében, és akarja a modern törvényhozó hatalmat, de a középkori rendi rendszer testében: ez a legrosszabb szinkretizmus.”

## Jelentősége
Engels 1869-ben a következőképpen foglalta össze Marx 1843-as kritikájának lényegét: „A hegeli jogbölcseletből kiindulva, Marx arra a belátásra jutott, hogy nem az állam, amelyet Hegel mint »az építmény koronáját« ábrázolt, hanem ellenkezőleg a Hegel által oly mostohán kezelt »polgári társadalom« az a terület, amelyben a kulcsot az emberiség történelmi fejlődésfolyamatának megértéséhez keresnünk kell.”
Ágh Attila szerint a fenti mű „[…] Marx filozófiai fejlődése rekonstruálásához talán éppen a legfontosabb dokumentum.”